# ヴィジット
『ヴィジット』（The Visit）は、2015年のホラー映画。M・ナイト・シャマラン監督・脚本・製作。出演はオリヴィア・デヨングとエド・オクセンボウルドなど。初めて出会う祖父母と休暇を過ごすために、人里離れた母親の実家へ訪問旅行に出掛けた姉弟を待ち受ける恐怖を描いている。

## ストーリー
15歳の姉ベッカと13歳の弟タイラーは、一切付き合いがなかった祖父母からの誘いを受け、ペンシルベニアにある祖父母の家で月曜日から土曜日まで過ごすことを決める。
月曜日、2人は緊張しながら祖父母との初対面を迎えるが、すぐに打ち解け仲良くなった。祖父母の家に携帯電話の電波は届いていなかったが、持参したラップトップPCを家のネット回線に繋ぎ、ビデオ通話で旅行の出発準備をする母に無事を報告する。夜になり、祖父らが寝付くという21時30分を1時間ほど越えた頃、眠れないベッカは小腹を満たすべくキッチンへ向かうが、その途中で激しい嘔吐を繰り返しながら歩く祖母を発見し、慌てて部屋へと逃げ戻る。
火曜日、祖父に昨晩のことを相談するベッカだが、ただの体調不良で既に回復したと返される。その後、ベッカとタイラーが床下で鬼ごっこをしていると、突然現れた祖母が唸り声を上げながら追いかけてきた。恐怖した2人が床下から脱出すると、祖母はなんでもなかったように笑顔で話しかけ家に入っていく。午後になり、祖父が出入りする小屋にタイラーが潜入してみると、中には使用済みのおむつが積まれていた。小屋の外で遭遇した祖母は祖父が失禁症を恥じて密かに処分していると明かし、タイラーはその場では納得するが、続いて祖父が見知らぬ男を尾行者だと勘違いして掴みかかる様子を見てしまう。タイラーは異様な雰囲気を感じ取るが、ベッカは老人だから仕方ないと取り合わない。22時40分頃には祖母が全裸で家の壁を引っ掻いている音が聞こえてきた。
水曜日、再び祖父に相談したベッカは祖母が夕暮れ症候群だと告げられ、“21時30分以降は部屋から出ない”というルールが定められる。直後、祖母のミスでベッカのラップトップPCのカメラだけが故障したと判明すると、タイラーの不安は大きくなっていく。ベッカは祖母へのインタビューで母が出て行った日の事を尋ねるが、途端に異様な様子で震え出し、インタビューは中止となった。タイラーは居間にカメラを設置し夜中の様子を隠し撮りしようとするが、ベッカによって阻止されてしまう。その後、22時を越えるとやはり部屋の外で物音がし始めた。ドアを少し開けて覗き見ると祖母が走り回っており、やがて這いずって部屋に向かってきたため、2人はドアを閉めて就寝する。
木曜日、祖父母の不気味さに我慢ができないタイラーは、入るなと言われた地下室が怪しいと考えていた。ベッカは壁に向かって不気味に笑う祖母の姿に驚くと、祖父を呼びに行く。納屋にいた祖父はライフル銃を掃除しているというが、ベッカに気付く直前のその姿は銃を咥えて自殺するかのようだった。流石に様子がおかしいと判断したベッカは、タイラーの提案通り夜中の居間を隠し撮りする事を決める。22時過ぎ、居間に現れた祖母は不気味に徘徊した後、隠されたカメラに気付くとそれを手に持ち、包丁を握って2人が眠る部屋へ向かった。祖母はドアを開けようとするが開かず、やがて去って行く。
金曜日、隠し撮り映像を確認したベッカは、決して1人にならないことをタイラーに約束させる。なんとか怪しまれないように振舞い、祖父母が家を離れたことを確認した2人は、旅行を終えて自宅に戻った母に今すぐ車で迎えに来てほしいと助けを求める。すると、ここで初めて祖父母の姿を確認した母は、彼らが偽者であることを2人に告げる。
2人は救出にやってくる母の指示で家から脱出しようとするが、戻ってきた祖父母にボードゲームで遊ぶ事を半ば強要され、外に出られなくなってしまった。途中で席を外すことに成功したベッカは、本物の祖父母を探すため地下室へと向かい、彼らの遺体と脱ぎ捨てられた精神病院の患者服を発見する。直後、いつまでもベッカが戻ってこないことを不審に思った祖父が地下室に現れ、ベッカを祖父母の寝室に閉じ込める。ベッカは中にいた祖母に襲われるが、辛くも撃退すると錠を破壊し、寝室から出ることができた。祖父と2人きりになったタイラーは恐怖で身動きができなくなっていたが、助けにきたベッカが返り討ちにあったのを見て奮起し、無我夢中で祖父を滅多打ちにする。2人が家から脱出すると、外には警察と共に駆けつけた母親がおり、無事に保護される。

## キャスト
ベッカ
演 - オリヴィア・デヨング、日本語吹替 - 清水理沙
15歳の少女。祖父母の家で過ごす休暇をドキュメンタリー映画にするため、常にカメラを持ち動画を撮影し続ける。ママが祖父母と喧嘩別れした件を引き摺っていると考えており、両者の関係を取り持とうとしている。
タイラー
演 - エド・オクセンボウルド、日本語吹替 - 河杉貴志
ベッカの弟。13歳の少年。ベッカにカメラを渡され、撮影に協力させられる。8歳の頃、アメフトの試合中に発作的に身体が竦み動けなくなったのがトラウマで、父親を失望させたと思い悩んでおり、両親の離婚後はストレスから潔癖症を発症している。
ママ
演 - キャスリン・ハーン、日本語吹替 - 久行敬子
ベッカとタイラーの母。両親の反対を押し切って結婚したが、現在は離婚しシングルマザー。子供達が出掛けた月曜日から恋人とクルーズ船での旅行に出発する。
祖母
演 - ディアナ・ダナガン、日本語吹替 - 野村須磨子
料理上手の優しい老婆だが、時折不気味な様子を見せる。
祖父
演 - ピーター・マクロビー、日本語吹替 - 側見民雄
大柄な元農夫で力が強い。現在は病院でカウンセラーのボランティアをやっており、地域の医師や住民から感謝されている。認知症を患っており、度々ありもしない仮装パーティーに出掛けようとする。

## 作品の評価
Rotten Tomatoesによれば、231件の評論のうち高評価は68%にあたる156件で、平均点は10点満点中5.9点、批評家の一致した見解は「『ヴィジット』は、ホラーファンにスリルと笑いの満足のいくブレンドを提供するとともに、脚本兼監督のM・ナイト・シャマランがめでたく復帰したことを示している。」となっている。
Metacriticによれば、34件の評論のうち、高評価は17件、賛否混在は12件、低評価は5件で、平均点は100点満点中55点となっている。